# 斯皮尤姆島
斯皮尤姆島（英語：Spume Island）是南極洲的島嶼，位於昂韋爾島西南岸，處於波拿巴角西南面2.4公里，屬於帕默群島的一部分，現時由南極條約體系管理。